# Armiger annandalei
Armiger annandalei е вид коремоного от семейство Planorbidae.

## Разпространение
Видът е разпространен в Афганистан, Китай (Синдзян) и Русия (Тува).